# Karl Opitz (Verwaltungsjurist)
Karl Julius Adolf Opitz (* 2. Mai 1864 in Rastatt; † 1907) war ein deutscher Verwaltungsbeamter.

## Leben
Karl Opitz studierte an der Albertus-Universität Königsberg Rechtswissenschaft. 1884 wurde er Mitglied des Corps Normannia Königsberg. Nach seinem Studium trat er in den preußischen Staatsdienst. 1892 bestand er bei der Regierung in Königsberg die Prüfung als Regierungsassessor. Von 1900 bis zu seinem Tod war er Landrat des Landkreises Einbeck.